# 金剛寺 (東京都北区)
金剛寺（こんごうじ）は、東京都北区滝野川3丁目にある真言宗豊山派の寺院。

## 歴史
寺伝によると、弘法大師・空海がこの地を遊歴し自ら不動明王像を彫ったと言われている。
この不動像は現在当寺院の本尊になっているものである。
その後、平安時代末期・源頼朝の時代に源頼朝自身が当地に布陣を張り、堂宇を建立また田園を寄進したと伝えられている。
その後、荒廃したが戦国時代に天文年間に阿闍梨宥印という僧が再興し、真言宗の寺院にしたと言われている。
当寺院一帯は江戸時代から紅葉の名所として知られていたことから、当寺院は紅葉寺の別称でも知られている。
また、当寺院付近は豊島氏の支族滝野川氏の居館である滝野川城跡であるとも言われ、滝野川の歴史を知る上でも価値があるものとされている。
また、かつて当寺院領域内には松橋弁天と呼ばれる弁才天を祀った祠があった。(次節)

## 松橋弁天
松橋弁天は、当寺院傍に流れる石神井川の崖下にあった洞窟に祀られていた弁才天である。弁才天は弘法大師の作とも言われ、当洞窟付近はかつては金剛寺の領地内であった。なお松橋は当地の旧名で、弁才天は岩屋にあったことから岩屋弁天とも言われた。かつて当地に布陣した源頼朝が弁才天に太刀を奉納したと言われているが、太刀も弁天像も現在はないとされている。さらに弁天像を納めていた岩屋も、1975年頃に石神井川の護岸工事が行われた際に取り壊された。
当地付近は滝も多く、江戸時代から滝遊びや紅葉の見物さらに松橋弁天の参拝などで多くの人が来ていたと言われている。江戸市中でも松橋弁天の存在は良く知られており、現在でも松橋弁天への道標が区内に残されている。

## 主な施設
- 本堂
- 弁天堂(松橋弁天ではなく、近年の作)
- 釈迦堂
- 仏足跡
- 安藤冨五郎の顕彰碑[1]

## アクセス
- JR線・東京メトロ南北線・都電荒川線王子駅より徒歩12分または当地よりバス(国際興業バス　王22系統)　紅葉橋下車　徒歩2分
- 拝観は無料。日中の時間帯のみ受け付け。
- 駐車施設:あり

## 関連文献
- 斎藤幸雄 編「卷之五 玉衡之部 松橋弁財天窟 石神井川」『江戸名所図会. 第3』有朋堂書店、1927年、348-349,352頁。NDLJP:1174157/179。